# هنري تيمرود
كان هنري تيمرود (8 ديسمبر 1828-7 أكتوبر 1867) شاعرًا أمريكيًا، وغالبا ما يطلق عليه لقب «شاعر الكونفدرالية».

## سيرته الذاتية

### بداية حياته
ولد تيمرود في 8 ديسمبر 1828 في تشارلستون، ساوث كارولاينا، لعائلة من أصل ألماني. هاجر جده هاينريش ديمروث إلى الولايات المتحدة عام 1765 وأضاف طابعًا إنجليزيًا لاسمه. كان والده ويليام هنري تيمرود ضابطًا في حروب السيمينول وشاعرًا. توفي تيمرود الأكبر متأثرًا بمرض السل في 28 يوليو 1838، في تشارلستون، عن عمر يناهز 44 عامًا، تاركًا وراءه زوجته البالغة من العمر 25 عامًا، ثيرزا برينس تيمرود، وأطفالهما الأربعة، أكبرهم أدالين ريبيكا، 14 عامًا؛ وكان هنري في التاسعة من عمره. بعد بضع سنوات، احترق منزلهم، تاركًا الأسرة في حالة فقر.
التحق بمدرسة كلاسيكية حيث أصبح صديقًا لبول هاميلتون هاين، صديقه مدى الحياة وزميله الشاعر الذي قام بتحرير عمل تيمرود بعد وفاته. درس بعد ذلك في جامعة جورجيا ابتداءً من عام 1847 بمساعدة متبرع مالي. سرعان ما أجبره المرض على إنهاء دراسته الرسمية، وعاد إلى تشارلستون. تولى منصبًا لدى محامٍ وخطط لبدء ممارسة القانون. قدم منذ عام 1848 حتى عام 1853، عددًا من القصائد إلى المجلة الدورية ساوثيرن ليتراري مسنجر تحت الاسم المستعار أغلاوس، جذب من خلالها بعض الانتباه إلى قدراته. ترك دراسته القانونية بحلول ديسمبر 1850، واصفًا إياها بأنها «مقيتة»، وركز أكثر على الكتابة والدروس الخصوصية. كان عضوًا في أدباء تشارلستون، وكان إلى جانب جون ديكسون برونز وباسيل لاناو غيلدرسليف، غالبًا ما يمكن العثور عليه بصحبة زعيمهم، ويليام غيلمور سيمس، الذي كانوا يشيرون إليه باسم «الأب أبوت» من إحدى رواياته.

### مسيرته المهنية
في عام 1856، قبل وظيفة كمدرس في مزرعة العقيد ويليام هنري كانون في المنطقة التي أصبحت فيما بعد فلورنس، ساوث كارولاينا. كان لدى كانون مبنى مدرسة مؤلف من غرفة واحدة تم بناؤه عام 1858 لتوفير التعليم لأطفال المزارع. يبلغ حجم المبنى «فقط نحو أثني عشر قدم طول وخمسة عشر قدم عرض». كان من بين طلابه الشابة التي أصبحت فيما بعد عروسه وموضوع عدد من قصائده – كيت غودوين «الساكسونية الجميلة». واصل أثناء التدريس والدروس الخصوصية، أيضًا نشر قصائده في المجلات الأدبية. في عام 1860، نشر كتابًا صغيرًا، زاد من شهرته، على الرغم من فشله التجاري. أشهر قصيدة من الكتاب كانت «رؤية شعرية».